# 알칼리성 가수분해
알칼리성 가수분해(영어: alkaline hydrolysis)는 유기화학에서 일반적으로 공격하는 친핵체가 수산화물 이온인 친핵성 치환 반응의 유형을 나타낸다.

## 예
에스터와 아마이드의 알칼리성 가수분해에서 수산화물 이온 친핵체는 친핵성 아실 치환 반응에서 카보닐 탄소를 공격한다. 이러한 메커니즘은 동위원소 표지 실험에 의해 뒷받침된다. 예를 들어 18O로 표지된 에톡시기가 있는 프로피온산 에틸을 수산화 나트륨(NaOH)으로 처리하면 18O는 생성물인 프로피온산 나트륨에서 완전히 제거되고 생성된 에탄올에서만 발견된다.
|  |

## 용도
이 반응은 더 쉽게 처리할 수 있도록 고체 유기물을 액체 형태로 바꾸는 데 자주 사용된다. 배수관 클리너는 이 방법을 이용하여 배수관의 머리카락과 지방을 용해시킨다. 이 반응은 또한 전통적인 매장이나 화장에 대한 대안으로 사람 및 다른 동물의 유해를 처리하는 데에도 사용된다.

## 같이 보기
- 산성 가수분해
- 효소 가수분해
- 비누화